# Grande synagogue de Tchortkiv
La grande synagogue de Tchortkiv  est un bâtiment classé de la ville de Tchortkiv en Ukraine.

## Historique
La communauté de la ville s'agrandissait, au XVIIIe siècle il fut décidé de construire une synagogue. En 1751 les travaux commencèrent pour être achevés en 1771, elle était le siège du grand rabbin.  En 1909 était construite la synagogue hassidique de Tchortkiv où le siège fut transféré. Lors de la Seconde Guerre mondiale, elle fut utilisée comme entrepôt et ne fut rendue à la communauté juive qu'en 2019 avec la proposition de la citoyenne canadienne Rebbeca Simon d'allouer des fonds à sa sauvegarde.

## Images

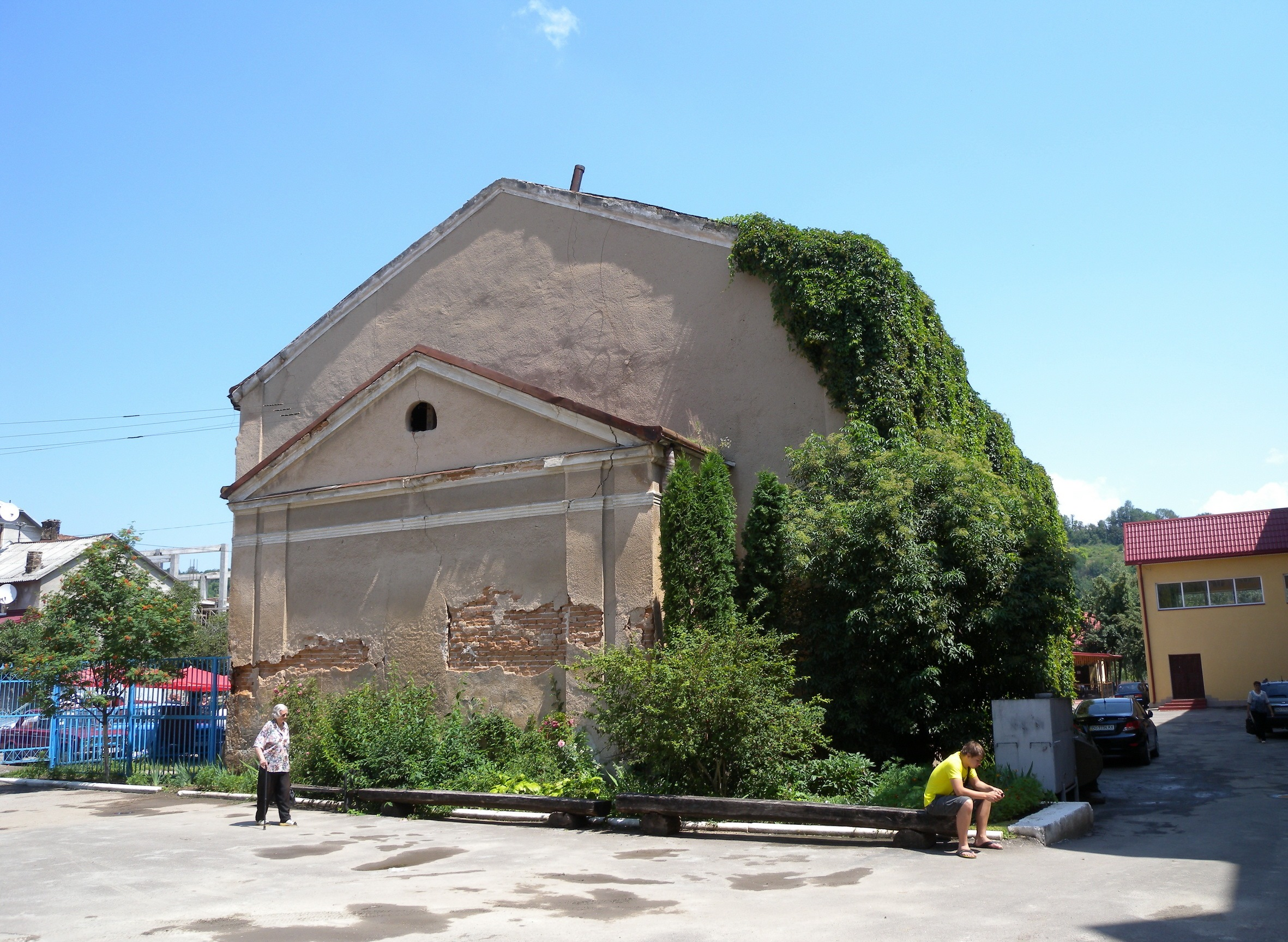
Aujourd'hui.
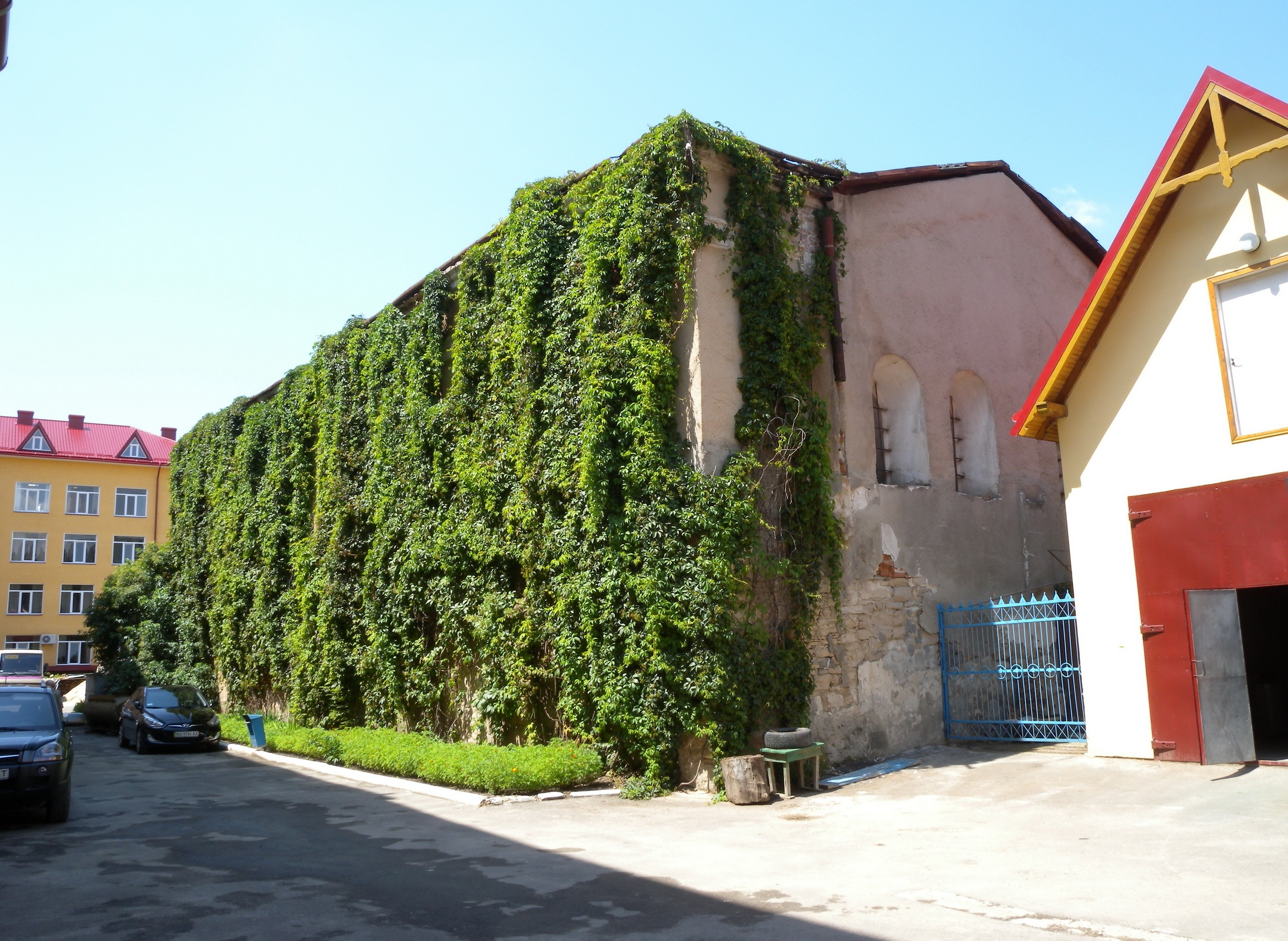
Détail de la façade.